# Малі
Малі́, офіційна назва Респу́бліка Малі́ (фр. République du Mali, бам. Mali ka Fasojamana, фульф. Renndaandi Maali) — держава в північно-західній Африці. Площа країни становить 1 240 192 км². Населення за оцінкою на липень 2020 року — 22 250 833 жителі. Малі — член ООН. Грошовою одиницею є франк КФА.

## Географія

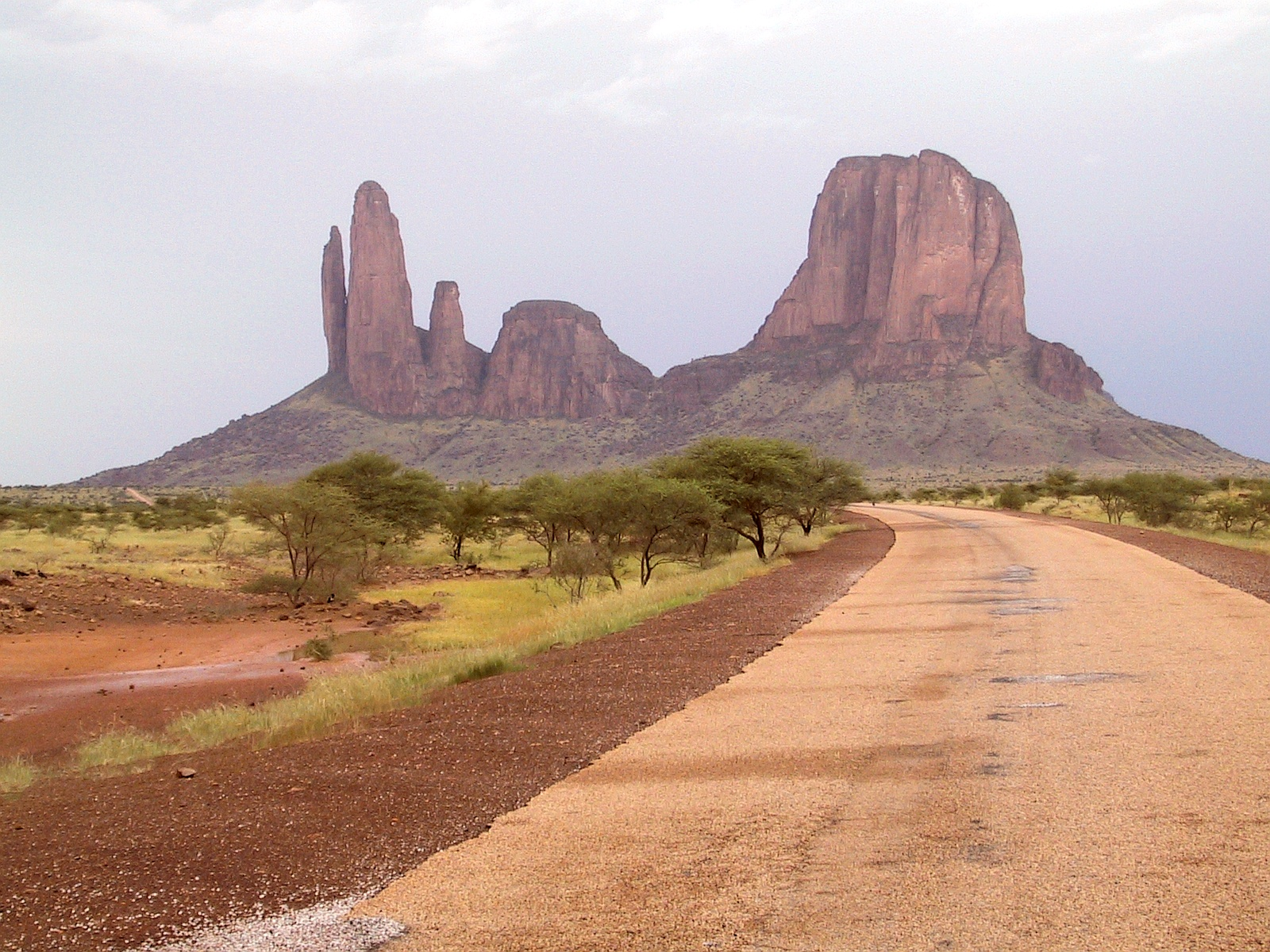
Краєвид в центральному регіоні країни

Держава розташована в Західній Африці, територія країни простягається з півночі на південь на 1610 км, а із заходу на схід — на 1850 км. На півночі й північному сході межує з Алжиром (спільний кордон — 1100 км); на півночі й північному заході — з Мавританією (2237 км); на заході — із Сенегалом (420 км); на сході — з Нігером (820 км); на півдні — з Гвінеєю (858 км), Кот-д'Івуаром (370 км), Буркіна-Фасо (1100 км).
Територія країни більшою частиною рівнинна. Північна половина Малі розташована в пустелі Сахара, центральна частина зайнята напівпустелями Сахеля, на крайньому півдні й південному заході тягнуться савани. На півночі, півдні і сході — гірські масиви заввишки до 1155 м. (г. Хомборі-Тондо). На крайньому північному сході Малі підноситься масивне плато Адрар-Іфорас (до 890 м). Головні судноплавні річки — Нігер і Сенегал. Клімат субекваторіальний (на півдні) і тропічний.
Річка Нігер, що бере початок у Гвінеї, у верхній течії протікає територією Малі в межах плато, що має загальний схил до північного сходу. Нижче за Сегу русло річки розгалужується і утворює велику внутрішню дельту з численними протоками, озерами і болотами. У межах цієї дельти зведені великі гідротехнічні споруди, завдяки яким вода поступає розподільними каналами на зрошування. Деякі з каналів прокладені по древніх руслах Нігеру.
На крайньому південному заході країни піщані плато висотою понад 600 м обрамовують рівнини у верхніх частинах басейнів Нігеру і його притоки Бані. Нижче внутрішньої дельти Нігеру розташована зона недавнього підняття земної кори, яке обумовило різкі зміни в конфігурації русла цієї річки на ділянці між містами Мопті й Гао.
Клімат Малі субекваторіальний (на півдні) і тропічний. На території країни виділяються три географічні області: Сахара, Сахель і Судан.
Сахара характеризується найвищою денною температурою і значними добовими перепадами температури (до 30—40 °C). Кількість опадів становить 50—100 мм. Рослинний світ надзвичайно бідний. Зустрічаються посухостійкі злаки і ксерофітні кущі з глибокою кореневою системою і тонким колючим листям. Серед тварин поширені плазуни (гекони, сцинки, варани, змії), є і дикі види ссавців (антилопи аддакс, газелі дорка і дама).
У межах Сахелю середньорічна кількість опадів становить 150—600 мм. Чітко виражена сезонність клімату. Більшість опадів випадає в 2—4 літні місяці. Серед рослин поширені акації, злаки(крам-крам, арістіда), баобаби, пальми дум і роньє. Тваринний світ представляють газелі, антилопи, жирафи, страуси, леопарди.
На південь від Сахелю розташовані суданські савани. Кількість опадів в цьому регіоні коливається від 600—800 мм на півночі до 1000—1500 на півдні. Ґрунти переважно червоні і буро-червоні з малопотужним гумусним горизонтом. Надзвичайно багатий тваринний світ саван. Тут зустрічаються леви, леопарди, шакали, гієни, жирафи, слони, бегемоти, крокодили та ін.

## Історія

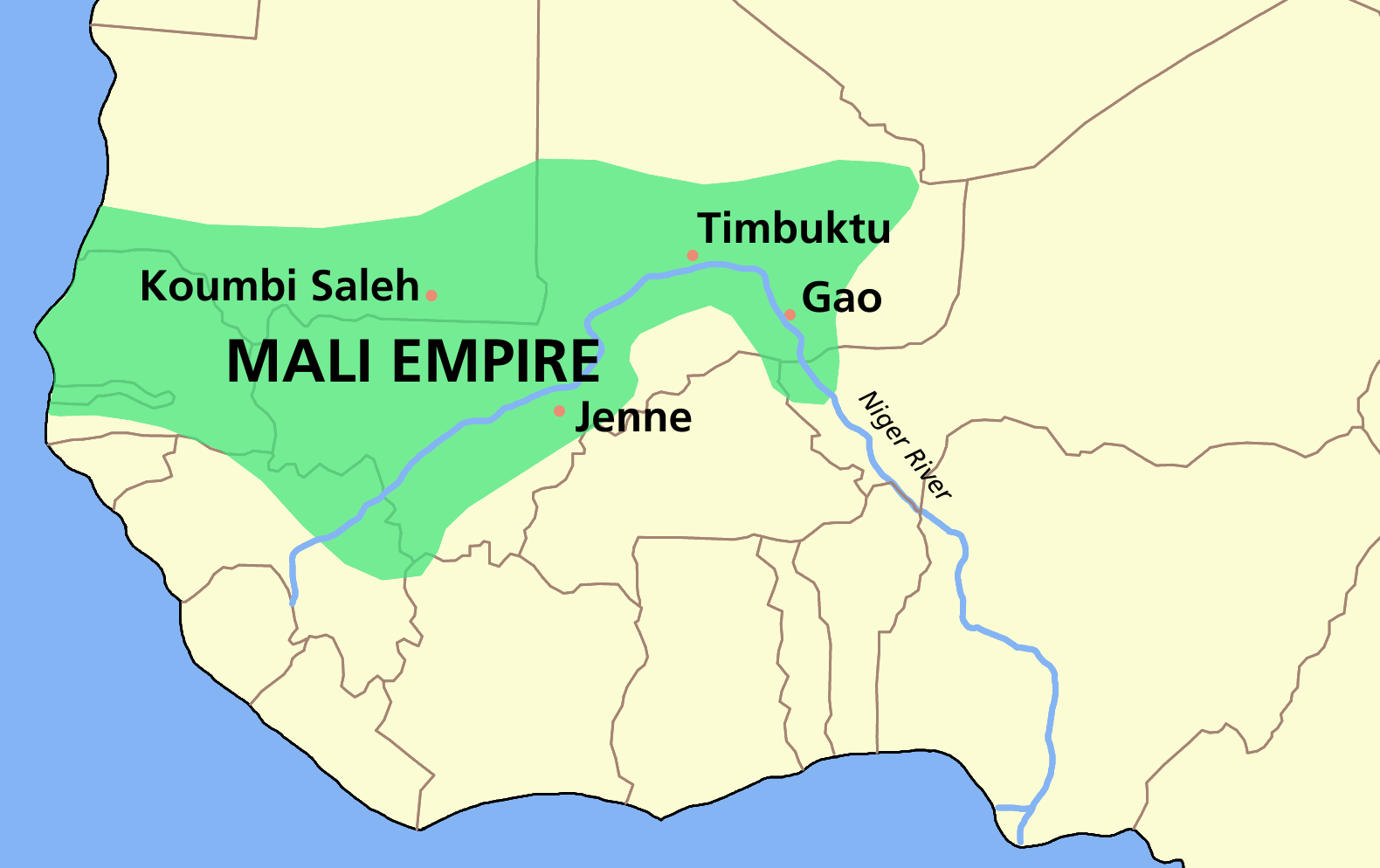
Давня імперія Малі

Археологічні знахідки свідчать про те, що територія сучасного Малі була населена ще в 5-му — 4-му тисячоліттях до н. е., а розвиток землеробства почався в 3-му тисячолітті до н. е. Перші письмові згадки про ці землі містяться в арабській літературі, датованій IV ст н. е. У VIII ст. через Сахару по караванних шляхах сюди проникли араби. З IV ст. н. е. на території сучасного Малі існували, поперемінно підсилюючись і переживаючи епоху розквіту, середньовічні держави Гана (IV—XIII століття), Малі (VIII—XVII століття) та Сонгаї (IX(?)—XVII століття).
У 1591 році державу було завойовано армією марокканського султанату. Давні міста були розграбовані, велика частина населення виселена в Марокко, а завойовники частково асимілювалися з місцевим населенням.
У XVII—XIX століттях на території Сонгаї існували королівства бамбара Сегу, Каарта, фульбе (Масіна) та інші ранньодержавні утворення народів регіону.
Першими європейцями, що проникли на територію сучасного Малі, були майор Хаутон з Ірландії (1790), шотландці хірург Мунго Парк (1796) і дослідник А. Г. Ленг (1826, першим з європейців побував в м. Тімбукту) і француз Р. Кайе (1827). Військова експансія Франції почалася в 1855 році. Місцеве населення протистояло французьким колонізаторам (туареги чинили озброєний опір владі до 1914 року). У 1890-х французькі війська підпорядкували практично всю територію сучасного Малі. Кордони і назва колонії неодноразово мінялися — Верхній Сенегал із центром у м. Каєс (1890), Судан (1892), Сенегамбія-Нігер (1902), Верхній Сенегал-Нігер (1904), Французький Судан (1920). У 1895 році колонія включена до складу федерації колоній під назвою Французька Західна Африка (ФЗА). З 1908 року адміністративним центром Французького Судану став Бамако.
Антиколоніальний рух очолила партія «Суданський союз» на чолі з Модібо Кейтою (нащадком правителів імперії Малі). Після її перемоги на виборах в територіальну асамблею (1957) був сформований автономний уряд. 28 вересня 1958 Французький Судан став автономною Суданської Республікою в складі Французького Співтовариства.
Незалежність Республіки Малі (назва взята в пам'ять про історичне минуле) проголошена на надзвичайному з'їзді СС — АДО 22 вересня 1960 року. Президентом незалежної держави став лідер партії Модібо Кейта, столицею оголошений м. Бамако. Нове керівництво встановило однопартійний режим, розірвало відносини з Францією і проводило політику співпраці з країнами соціалістичного табору.
У листопаді 1968 року внаслідок військового перевороту, здійсненого групою офіцерів під керівництвом лейтенанта Муси Траоре, влада перейшла до Військового комітету національного звільнення (ВКНЗ). У вересні 1969 року М. Траоре став президентом Малі.
У 1976 році з ініціативи ВКНЗ створена нова політична партія «Демократичний союз малійського народу» (ДСМН), очолювана М. Траоре. Після прийняття нової конституції у 1979 році влада перейшла від ВКНЗ до цивільному уряду, президентом країни вибраний М. Траоре.
У 1991 році режим М. Траоре було скинуто внаслідок військового перевороту, очоленого начальником штабу армії, підполковником Амаду Тумане Туре. У 1992 році прийнята нова конституція, що проголосила багатопартійну систему. На президентських виборах, що відбулися в 1992, главою держави вибраний колишній лідер «Панафриканської партії за свободу, солідарність і справедливість» (АДЕМА, створена в 1990) Альфа Умар Конаре. Переобраний на цей пост в 1997 року. У 2002 і 2007 роках президентом було обрано Амаду Тумані Туре.
22 березня 2012 року група військових оголосила по місцевому телебаченню про державний переворот. Змовники взяли під контроль державне теле- і радіомовлення і президентський палац. Вони оголосили про припинення діяльності конституції і про розпуск уряду та інших державних інститутів країни. За словами військових, виступити проти президента їх змусила його некомпетентність у боротьбі з повстанням туарегів на півночі країни.
11 січня 2013 року французькі війська здійснили військову інтервенцію на запит тимчасового уряду. 30 січня було оголошено, що координованим рухом французьких і малійських військ було захоплено останній бастіон ісламістів в Кідалє. 2 лютого французький президент Франсуа Олланд приєднався до тимчасового президента Малі Діонкунда Траоре, в публічному виступі у нещодавно відновленому Тімбукту.
В ніч проти 24 травня 2021 року в Малі стався військовий переворот, в результаті якого Президент Малі Ба Ндау був захоплений військовими.
5 серпня 2024 року республіка Малі оголосила, що розриває дипломатичні відносини з Україною ,,.

## Політична система

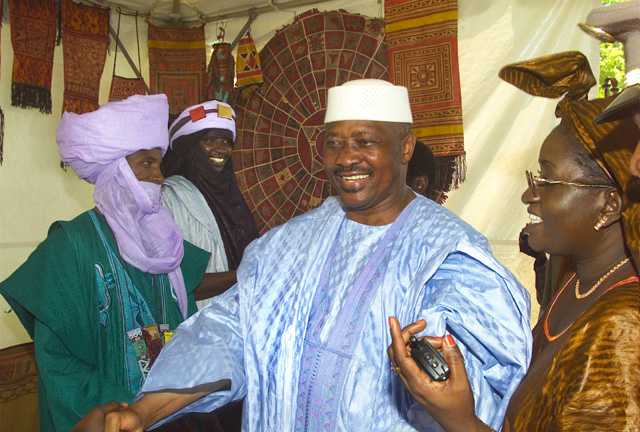
Амаду Тумані Туре

Малі за формою правління є президентською республікою, глава держави — президент, що обирається терміном на п'ять років максимум на два терміни. Державний устрій — унітарна держава.
У країні діє конституція, що була прийнята 12 січня 1992 року з поправками 1999 року.
Головою виконавчої влади є прем'єр-міністр, що обирає Раду Міністрів. У теперішній час президентом є Ібрагім Бубакар Кейта, прем'єром — Модібо Сідібе.

### Парламент
Вищою законодавчою владою є однопалатний парламент — Національна асамблея, 147 представників якої обираються на 5 років.

#### Політичні партії
Серед політичних партій країни важливими є:
- Альянс за демократію в Малі;
- Малійська партія за розвиток;
- Малійський союз за демократію і розвиток;
- Національний комітет демократичної ініціативи.

### Зовнішня політика

#### Українсько-малійські відносини
Уряд Малі офіційно визнав незалежність України 24 січня 1992 року, дипломатичні відносини з Україною встановлено 5 листопада 1992 року. Дипломатичних і консульських представництв в Україні не створено, найближче посольство Малі, що відає справами щодо України, знаходиться в Москві (Росія). Справами України в Малі відає українське посольство в Алжирі.
4 серпня 2024 року Малі негайно розірвала дипломатичні відносини з Україною після того, як високопоставлений український чиновник, за словами Бамако, визнав «причетність» Києва до важкої поразки малійської армії та російського воєнізованого угруповання Вагнера в липні 2024 року, під час боїв із сепаратистами та джихадистами.

### Державна символіка
- Державний прапор
- Державний герб
- Державний гімн

## Адміністративно-територіальній поділ

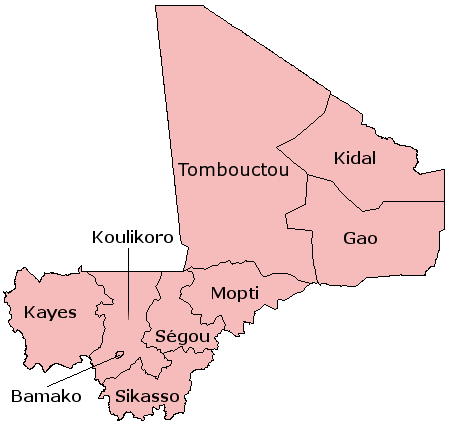

В адміністративно-територіальному відношенні територія держави поділяється на: 8 районів і 1 столичний округ.
| Область  | Область (фр.) | Центр    | Площа, км² | Населення (1998), осіб. |
| -------- | ------------- | -------- | ---------- | ----------------------- |
| Бамако   | Bamako        | Бамако   | 267        | 848 315                 |
| Гао      | Gao           | Гао      | 170 572    | 335 976                 |
| Каес     | Kayes         | Каес     | 197 760    | 1 506 099               |
| Кідаль   | Kidal         | Кідаль   | 151 430    | 31 046                  |
| Кулікоро | Koulikoro     | Кулікоро | 89 833     | 1 563 444               |
| Мопті    | Mopti         | Мопті    | 88 752     | 1 427 173               |
| Сегу     | Ségou         | Сегу     | 56 127     | 1 678 749               |
| Сікассо  | Sikasso       | Сікасо   | 76 480     | 1 610 772               |
| Тімбукту | Tombouctou    | Тімбукту | 408 977    | 467 361                 |

## Збройні сили
Чисельність збройних сил у 2000 році складала 7,35 тис. військовослужбовців. Загальні витрати на армію склали 30 млн доларів США.

## Економіка
Малі — відстала аграрна держава. Валовий внутрішній продукт (ВВП) у 2006 році склав 14,6 млрд доларів США (129-те місце в світі); що в перерахунку на одну особу становить 1,2 тис. доларів (170-те місце у світі). Промисловість разом із будівництвом становить 26 % від ВВП держави; аграрне виробництво разом із лісовим господарством і рибальством — 38 %; сфера обслуговування — 36 % (станом на 2006 рік). Зайнятість активного населення у господарстві країни розподіляється наступним чином: 20 % — промисловість, будівництво і сфера обслуговування; 80 % — аграрне, лісове і рибне господарства (станом на 2006 рік).
Надходження в державний бюджет Малі за 2006 рік склали 0,76 млрд доларів США, а витрати — 0,83 млрд; дефіцит становив 8 %.
Малі належить до 25 найбідніших країн світу. Країна значною мірою залежить від іноземної допомоги (основні фінансові донори: Франція, країни ЄС і МВФ) і є дуже вразливою до коливань цін на золото і бавовну. Прямі закордонні інвестиції становлять 44 млн доларів США на рік.
За даними індексу економічної свободи (англ. Index of Economic Freedom) від The Heritage Foundation за 2001 рік темп зростання ВВП становив 3,6 %.

### Валюта
Національною валютою країни слугує франк КФА.

### Промисловість
Головні галузі промисловості: гірнича (видобування золота і фосфатів), харчова, будівельних матеріалів і текстильна.

### Енергетика
За 2004 рік було вироблено 410 млн кВт·год електроенергії (експортовано 0 млн кВт·год); загальний обсяг спожитої — 381,3 млн кВт·год (імпортовано 0 млн кВт·год).
У 2004 році споживання нафти склало 4,3 тис. барелів на добу, природний газ не використовується для господарських потреб.

### Агровиробництво
У сільськогосподарському обробітку знаходиться 26,5 % площі держави. Головні сільськогосподарські культури: рис, сорго, бавовник і арахіс (1-ше місце в регіоні). Більша частина населення займається натуральним господарством.
Велике значення для господарства країни має відгінне скотарство. Поголів'я великої рогатої худоби в 2006 році становило 6 млн голів, кіз — 8 млн голів, вівців — 5 млн голів.
Помітне місце в експорті займають рибопродукти.

### Транспорт
Внутрішній транспорт головним чином автомобільний. У 1987 році пущена транссахарська автомагістраль, що зв'язала Малі з Алжиром і Тунісом, а дорога в південному напрямі на Уагадугу зв'язує країну з ганським портом Тема. Є лише одна залізнична лінія Кулікоро — Бамако — Каєс — Дакар (Сенегал). З червня до лютого вантажі перевозять судноплавними ділянками р. Нігер. У 1995 році в країні було 24 аеропорти.

### Туризм
У 1992 році Малі відвідало лише 38 тис. іноземних туристів, що дало прибуток у 17 млн доларів США.

### Зовнішня торгівля
Основні торговельні партнери Малі: Китай, Кот-д'Івуар, Франція, країни Бенілюксу та Іспанія.
Держава експортує: продукцію агровиробництва, сировину. Основні покупці: Китай (13 %); країни Бенілюксу (9 %); Іспанія (3 %). У 2006 році вартість експорту склала 326 млн доларів США.
Держава імпортує: паливо (30 %), промислові товари, продукти харчування. Основні імпортери: Кот-д'Івуар (23 %); Франція (17 %); Велика Британія (4 %). У 2006 році вартість імпорту склала 529 млн доларів США.

## Населення
Населення держави у 2006 році становило 11,7 млн осіб (70-те місце в світі). Густота населення: 8,8 осіб/км² (172-ге місце у світі). Згідно статистичних даних за 2006 рік народжуваність 49,8 ‰; смертність 16,9 ‰; природний приріст 32,9 ‰.
Вікова піраміда населення виглядає наступним чином (станом на 2006 рік):
- діти віком до 14 років — 48,2 % (2,9 млн чоловіків, 2,8 млн жінок);
- дорослі (15—64 років) — 48,8 % (2,8 млн чоловіків, 2,9 млн жінок);
- особи похилого віку (65 років і старіші) — 3 % (0,15 млн чоловіків, 0,21 млн жінок).

### Урбанізація
Рівень урбанізованості в 2000 році склав 27 %. Головні міста держави: Бамако (815 тис. осіб), Сегу (90 тис. осіб), Мопті (74 тис. осіб). Більшість населення Малі (73 %) проживає у сільській місцевості.

### Етнічний склад

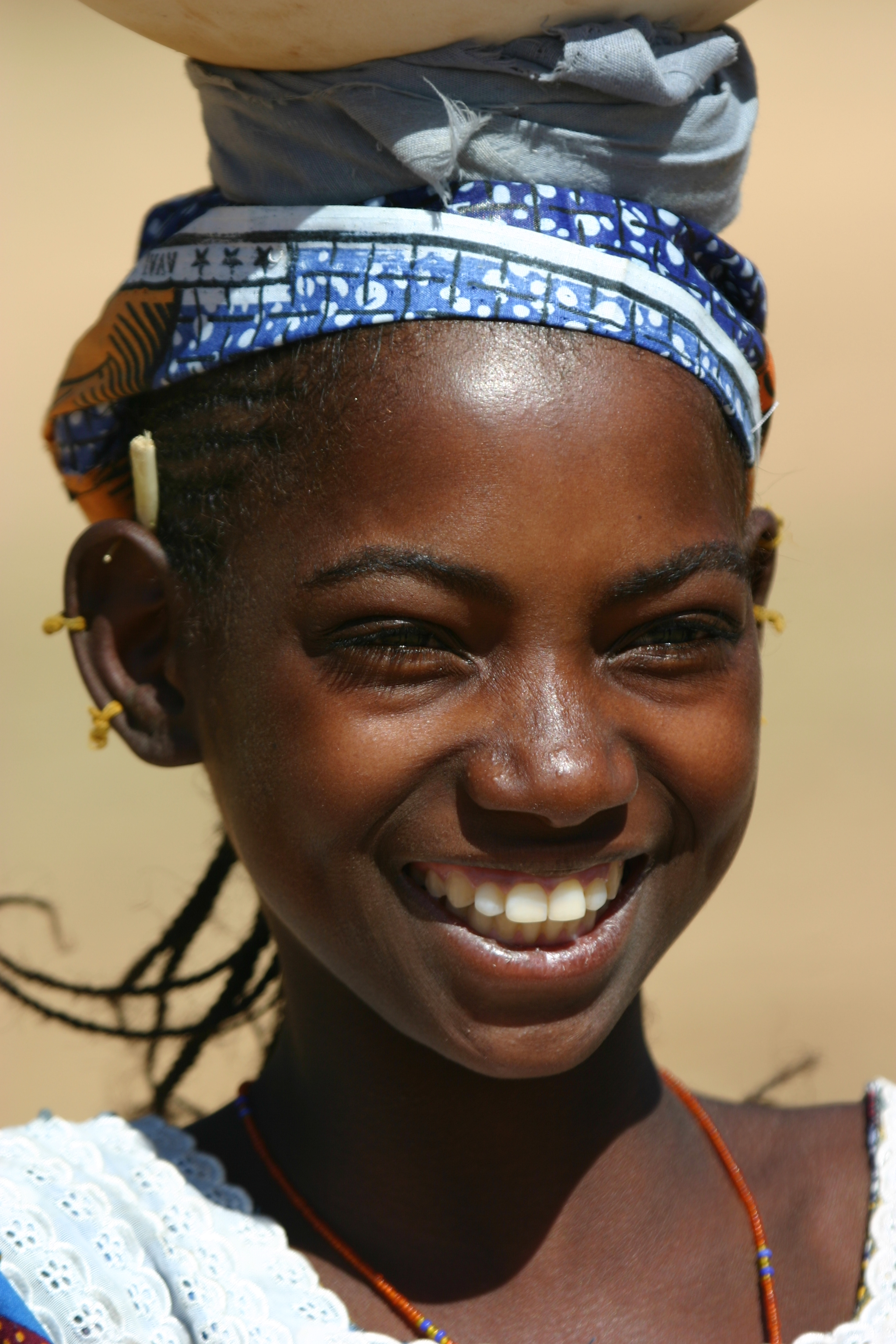
Дівчина фульбе

Біля половини населення країни становлять народи групи манде (бамбара, малінке, сонінке), 17 % — фульбе, 12 % — вольтійські народності (сенуфо, догони), 6 % — сонгаї, туареги — 2 %.
Найчисельніший народ — бамбара проживає в основному в західній і центральній частині країни, малінке — на крайньому південному заході. Обидва народи традиційно осілі землероби. Сенуфо і догони проживають у південно-східній частині країни, сонгаї — на сході Малі по обидва боки річки Нігер. Ці народи теж традиційно займалися землеробством. До кочових народів Малі належать Туареги, що проживають на сході країни і фульбе, які зустрічаються на значних територіях, найбільше в середній течії Нігеру. Араби живуть на півночі країни.

### Мови
Державна мова: французька.
З прийняттям конституції 2023 року французька мова втрачає статус офіційної та стає робочою. Національні мови стають офіційними.

### Релігії
Головні релігії держави: іслам (суніти) — 90 % населення, анімізм — 9 %, католицтво — 1 %.
Малійці вважають себе глибоко релігійною нацією і пишаються цим. Тим не менш, офіційно Малі вважається «світською мусульманською державою».

### Охорона здоров'я
Очікувана середня тривалість життя в 2006 році становила 49 років: для чоловіків — 47,1 року, для жінок — 51 рік. Смертність немовлят до 1 року становила 107,6 ‰ (станом на 2006 рік). Населення забезпечене місцями в стаціонарах лікарень на рівні 1 ліжко-місце на 560 жителів; лікарями — 1 лікар на 21,2 тис. жителів (станом на 1996 рік). Витрати на охорону здоров'я в 1990 році склали 5,2 % від ВВП країни.
У 1993 році 49 % населення було забезпечено питною водою.
У квітні — травні 2013 року, після військового конфлікту, ВООЗ провела оцінку медичної допомоги з використанням системи HeRAMS. Згідно зі звітом було пошкоджено п'яту частину (18,7 %) закладів охорони здоров'я. Для надання багатьох медичних послуг не вистачало кваліфікованого персоналу.

### Освіта
Рівень письменності у 2003 році становив 46,4 %: 53,5 % серед чоловіків, 39,6 % серед жінок. У країні діє обов'язкова шкільна освіта у 7 класів.
Витрати на освіту в 1996 році склали 3,2 % від ВВП, 17,3 % усіх державних громадських видатків.

### Інтернет
У 2001 році всесвітньою мережею Інтернет у Малі користувались 10 тис. осіб.

## Культура

### Кухня

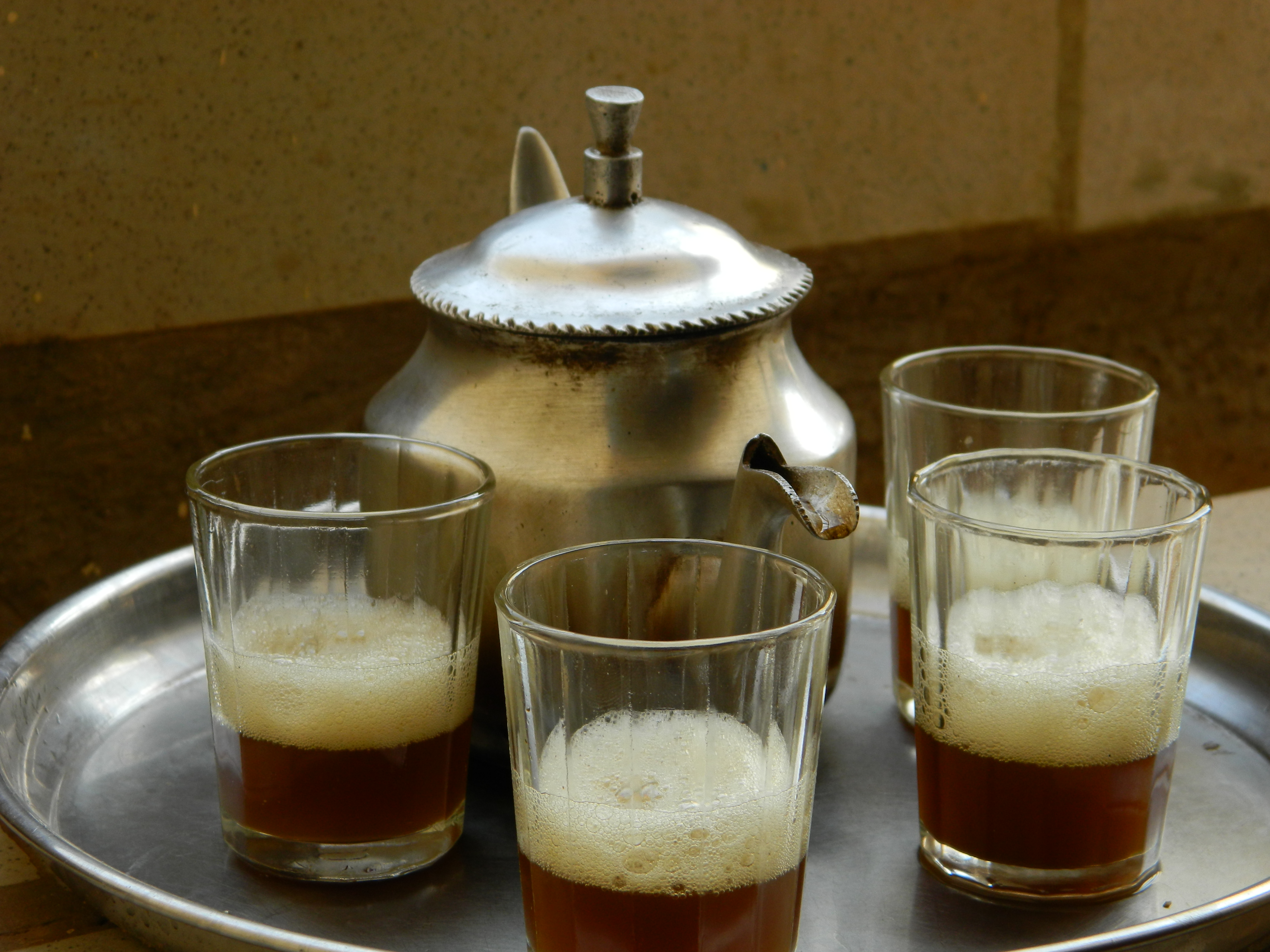
Малійський чай

Рис і пшоно є основними компонентами малійської кухні, яка досить широко використовує хлібні злаки. Зерна зазвичай готуються із соусами, що виготовлені з їстівного листя, такого як шпинат або баобаб, з томатно-арахісовим соусом, і може супроводжуватися шматками смаженого м'яса (зазвичай курки, баранини, яловичини або м'яса кози). Кухня Малі дуже різноманітна в різних регіонах країни. Інші популярні страви — фуфу, рис джолоф і маафе.

### Спорт
Найпопулярнішим видом спорту в країні є футбол. Країна приймала Африканський кубок націй 2002. У Бамако народився знаменитий футболіст збірної Франції Жан Тігана. Багато гравців збірної Малі виступають за європейські футбольні клуби, зокрема Фреді Кануте, Мамаду Діарра, Сейду Кейта, Мохамед Сіссоко та ін. Також в країні популярні баскетбол і традиційні види боротьби.